# Макки, Луиджи
Луиджи Макки (итал. Luigi Macchi; 3 марта 1832, Витербо, Папская область — 29 марта 1907, Рим, королевство Италия) — итальянский куриальный кардинал и аристократ. Префект Дома Его Святейшества и Префект Апостольского дворца с 15 августа 1886 по 11 февраля 1889. Кардинал-дьякон с 11 февраля 1889, с титулярной диаконией Санта-Мария-ин-Аквиро с 14 февраля 1889 по 30 ноября 1896. Кардинал-дьякон с титулярной диаконией Санта-Мария-ин-Виа-Лата с 30 ноября 1896. Кардинал-протодьякон с 11 июля 1899.

## Биография
Сын графа Луиджи Макки и графини Вероники Ченчи-Болоньетти, родился 3 марта 1832 года, в Витербо, и был племянником кардинала Винченцо Макки.
Окончил La Sapienza (Римский университет). Доктор права. В 1859 году рукоположён в священники. Тайный камергер Его Святейшества. Придворный прелат и референдарий Верховного Трибунала Апостольской Сигнатуры Милости, 1860 год. Вице-председатель хосписа в Банях Диоклетиана, Рим. Судья трибунала Консульты. Викарий кардинала Луиджи Амат ди Сан Филиппо и Сорсо в церкви Святого Лоренцо в Дамасо. Викарий кардинала Костантино Патрици Наро, архипресвитера патриаршей Латеранской базилики. Апостольский визитатор диоцеза Поджо Миртето. Советник Священной Конгрегации Собора. Магистр Палаты папы римского Пия IX, 1875 год. Подтвержден папой римским Львом XIII, 7 марта 1878. Мажордом и префект Священного Апостольского дворца, 15 августа 1886 года.
На консистории от 14 февраля 1889 года был возведён в кардиналы-дьяконы с титулярной диаконией Санта-Мария-ин-Аквиро. С 30 ноября 1896 года кардинал-дьякон с титулярной диаконией Санта-Мария-ин-Виа-Лата. С 11 июля 1899 года — кардинал-протодьякон.
Как кардинал-протодьякон, он объявил Habemus Papam — избрание кардинала Джузеппе Сарто, папой римским Пием X на Конклаве 1903. 9 августа 1903 года короновал папу римского Пия X.